# Mirande (architecture)
Pour l’article homonyme, voir Mirande (homonymie).

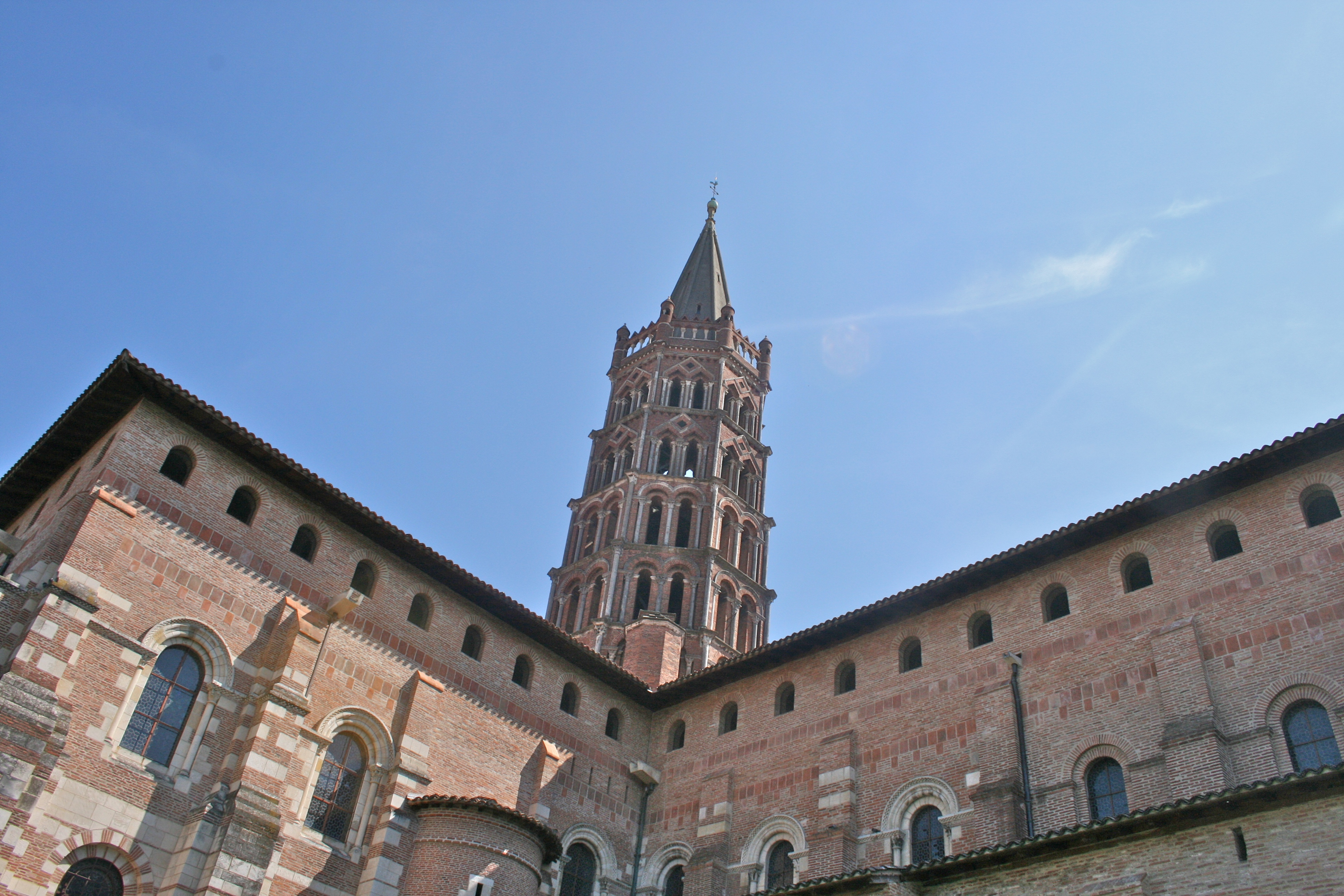
Sous la toiture de la nef et du transept de la basilique Saint-Sernin de Toulouse, les mirandes restituées lors de la « dérestauration » des interventions de Viollet-le-Duc.

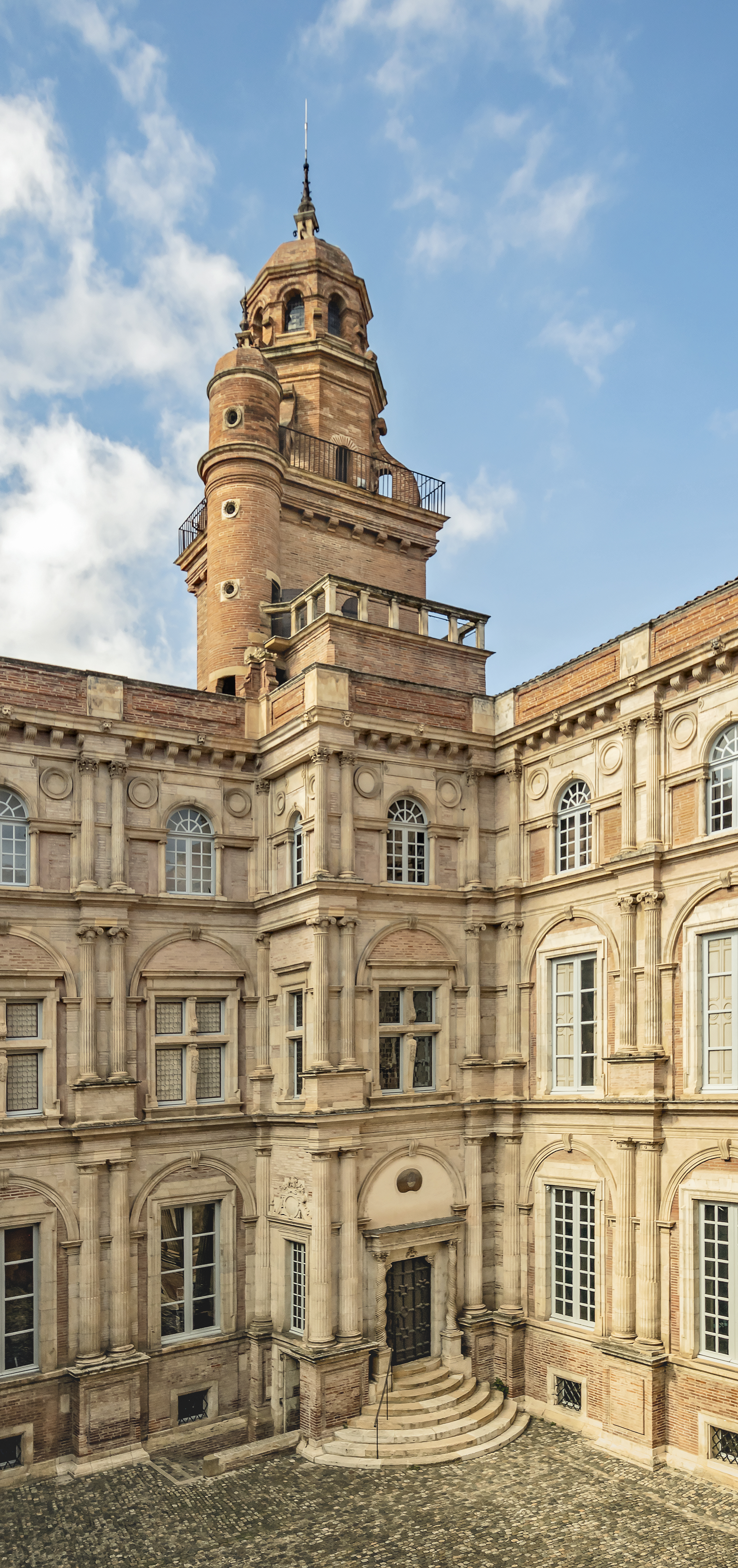
Hôtel d'Assézat à Toulouse : les fenêtres du dernier étage étaient à l’origine des mirandes ouvertes.

En architecture, on appelle mirande, de l'occitan miranda, « tour de guet », une partie haute  dans la construction avec baie destinée à voir et observer les alentours, l'équivalent d'une loggia. La mirande peut désigner un œil-de-bœuf et en pays catalan, par extension, une baie qui permet la vue.

## Architecture et urbanisme médiévaux
Plusieurs villes et villages du domaine d'oc portent un nom issu du nom propre Miranda, pris dans le sens d'« ensemble fortifié ayant une fonction, par sa situation géographique ou par son architecture, de poste d’observation » : Mirande (Gers), Mirannes (Gers, qui a subi la mutation propre au gascon -and- > -ann- cf. occitan landa > gascon lanna) et un dérivé en -eolum (comprendre -EOLU), Mirandol (Tarn, Mirandol vers 1148), etc.

## Architecture méridionale
Dans le sud de la France (Provence, Languedoc, Gascogne, etc.), on appelle ainsi une ouverture, généralement cintrée, pratiquée en série en haut d’un édifice, sous toiture, non fermée par une fenêtre ou une grille. C’est une des caractéristiques de l’architecture méridionale à partir du XIIIe siècle. Les mirandes reliées par un chemin de ronde jouaient souvent un rôle défensif.
L’exemple le plus représentatif se trouvait à la basilique Saint-Sernin de Toulouse où des mirandes régnaient sous la toiture de la nef et du transept. Supprimées par Viollet-le-Duc lors de sa restauration de 1860, elles ont été restituées lors de la « dérestauration » de 1985.
Dans les maisons et même les riches hôtels particuliers de Toulouse et du Languedoc, les mirandes servaient souvent à aérer les étages supérieurs où l’on conservait le pastel. Sans autre fonction que l’esthétique et la vue du paysage, la mirande toulousaine fait partie du répertoire architectural de l’époque classique tel que défini par l’architecte Nicolas Bachelier.